# Opicaponă
Opicapona este un medicament antiparkinsonian, un inhibitor reversibil al catecol-O-metiltransferazei (ICOMT), fiind utilizată în tratamentul bolii Parkinson. Calea de administrare disponibilă este cea orală.
A fost autorizată pentru uz medical în Uniunea Europeană în iunie 2016, iar în Statele Unite în aprilie 2020.